# Lyngby Boldklub
El Lyngby Boldklub és un club esportiu danès de la ciutat de Lyngby.

## Història

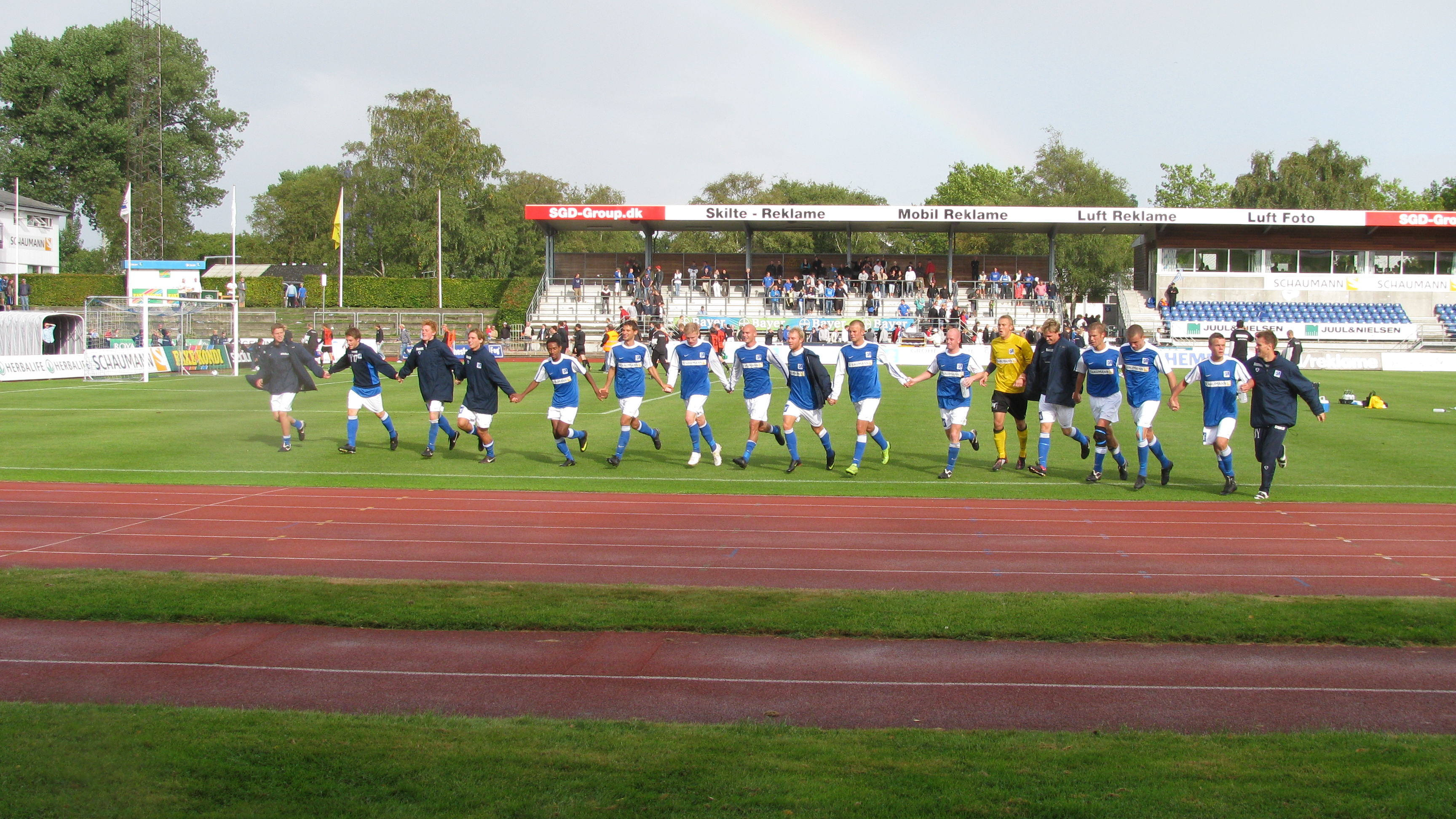
Lyngby - FC Fyn del 30 agost 2009.

El 8 d'abril de 1906 es fundà el primer Lyngby BK, però va desaparèixer el 1915. El 30 de març de 1921 nasqué el Lyngby Boldklub af 1921, en separar-se del club esportiu Lyngby IF. En el seu palmarès destaquen dues lligues daneses.
Evolució del nom:
- 1921: Lyngby BK
- 1994: Lyngby FC
- 2003: Lyngby BK

## Palmarès
- Lliga danesa de futbol: 
  - 1983, 1992

- Copa danesa de futbol: 
  - 1984, 1985, 1990

- Segona Divisió danesa : 
  - 2007, 2016

- Zealand Series:
  - 1946-47, 1952-53, 1956-57, 1959, 1969‡, 1973‡, 1975‡, 1980‡, 2005‡

‡: Guanyat per l'equip reserva